# Micròfon de zona de pressió

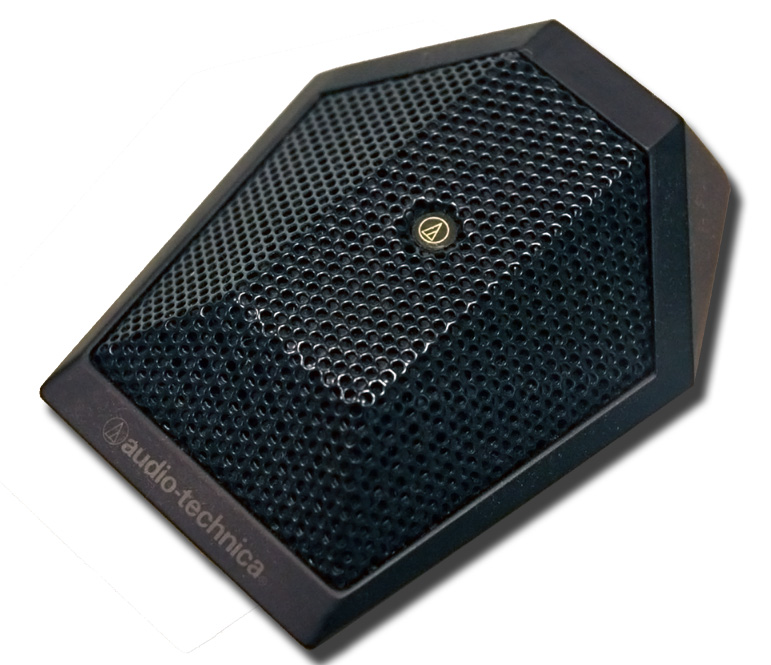
Micròfon de zona de pressió.

Un  micròfon de zona de pressió  (MZP - Presure Zone Microphone) és un micròfon que capta el so provinent de totes les direccions, pel que és omnidireccional (amb diagrama polar circular). Això suposa un inconvenient, atès que no és aconsellable el seu ús quan hi ha altaveus a prop, doncs s'acobla.
El micròfon de zona de pressió consta de dues parts: la càpsula microfònica pròpiament dita i reflector paraboloide d'uns 15 cm de diàmetre. La càpsula microfònica està separada 2 o 3 mil·límetres del plat. La càpsula és una cavitat rígida (tancada) amb una única obertura a la part superior, que és per on arribessin les ones sonores.
El micròfon es col·loca de manera que l'obertura queda mirant al plat o reflector paraboloide, mentre que la part tancada queda en direcció a la font sonora. Els fronts d'ona arribessin al reflector que el recull i els redirigeix cap a la càpsula.
Es fixa a terra, a una taula o paret i s'usa normalment per destacar sorolls reflectits per l'entorn. No obstant això, no es tracta d'un micròfon de contacte, com els utilitzats en la tecnologia MIDI (pastilles de guitarra, etc), doncs, ni es col·loca directament sobre la font sonora, ni capta les vibracions superficials. El seu principal inconvenient és que produeix  coloració  en les freqüències altes (aguts), per reforçament de fase produït per les reflexions. En general, es tracta de càpsules electret. Encara que també poden ser qualsevol altre tipus de càpsula.
L'anomenat micròfon de corbata sol ser un micròfon de zona de pressió.

## Tipus de micròfons
- Micròfon electroestàtic
- Micròfon de direccionalitat variable
- Micròfon omnidireccional
- Micròfon bidireccional
- Micròfon unidireccional
- Micròfon cardioide
- Micròfon de bobina mòbil
- Micròfon de cinta
- Micròfon electret
- Micròfon de condensador de radiofreqüència
- Micròfon de condensador